# Saqueo de Roma (455)

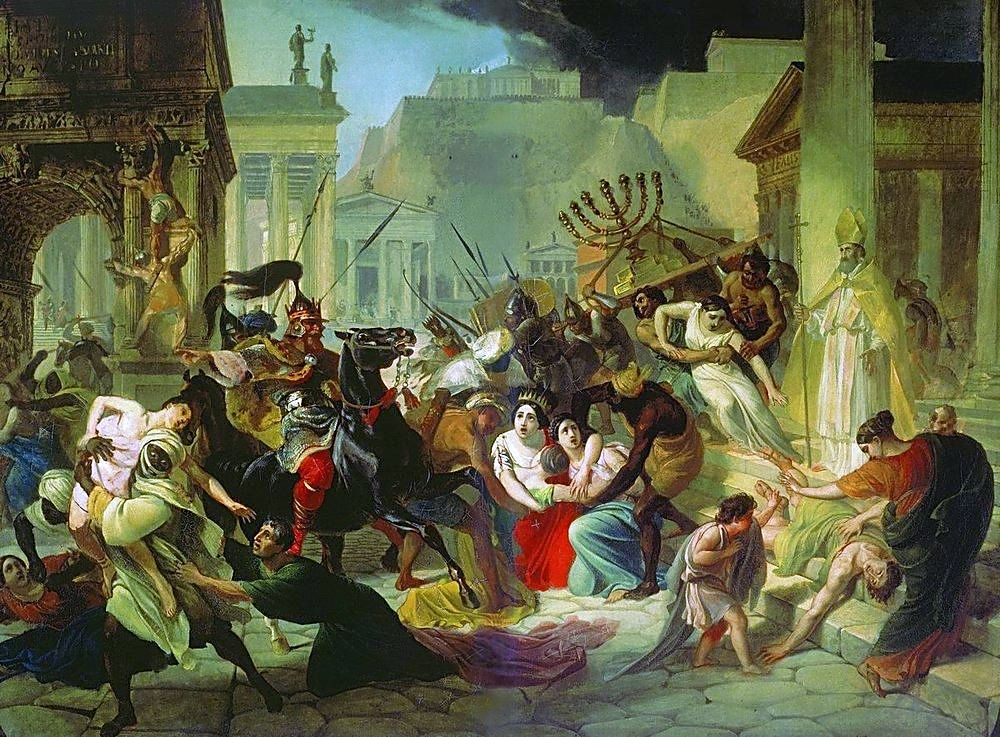
Saqueo de Roma por los bárbaros en 455 e. c. Óleo por Karl Bruillov,. Galería Tretyakovy, Moscú. El cuadro incluye la menorá, traída por Tito a Roma desde el Templo de Jerusalén.

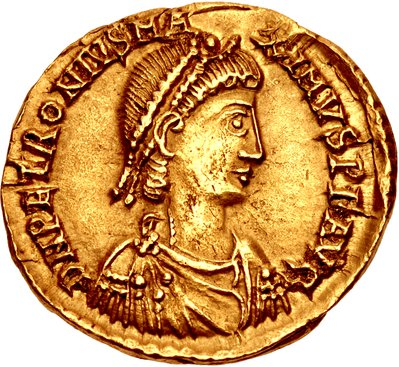
Moneda de oro con la efigie de Petronio Máximo, emperador al momento del saqueo por los vándalos.

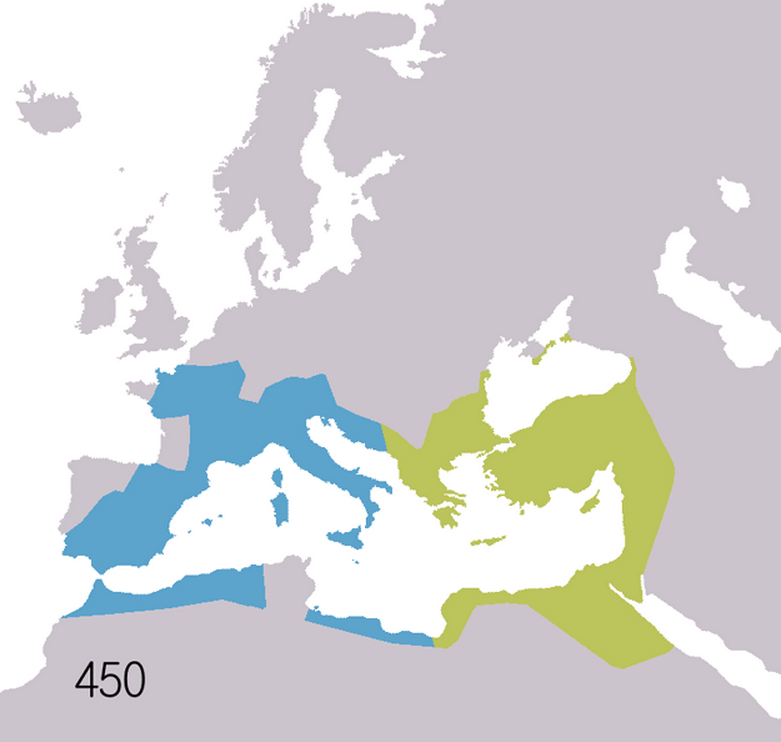
Mapa del Imperio Romano (dividido en parte occidental y oriental en el) alrededor del 450

El segundo de los tres saqueos de Roma llevados a cabo por los pueblos bárbaros fue el saqueo de Roma del año 455, llevado a cabo por los vándalos, que estaban en guerra con Petronio Máximo, quien fuera emperador romano durante unas pocas semanas en el año 455.

## Desarrollo
En ese año, el rey vándalo Genserico zarpó con su poderosa flota de su capital en Cartago, subiendo el Tíber para saquear la ciudad de Roma. El asesinato de Valentiniano III y la ocupación del trono por Petronio Máximo había sido la excusa para que Genserico considerase que había quedado invalidado el tratado de paz firmado con Valentiniano en el año 442.
Tras la llegada de los vándalos, y según los relatos del cronista Próspero, el Papa León I el Magno imploró a Genserico para que no destruyese la ciudad o matase a sus habitantes. Genserico accedió y las puertas de Roma se abrieron para él y para sus hombres. El éxito aparente del papa León se halla confirmado por Próspero, y el Historian Miscellan, pero la improbable idea de Baronio (455, 13), que Genserico había respetado las tres iglesias apostólicas, no está sostenida ni aun por el dudoso testimonio del Liber Pontificalis.

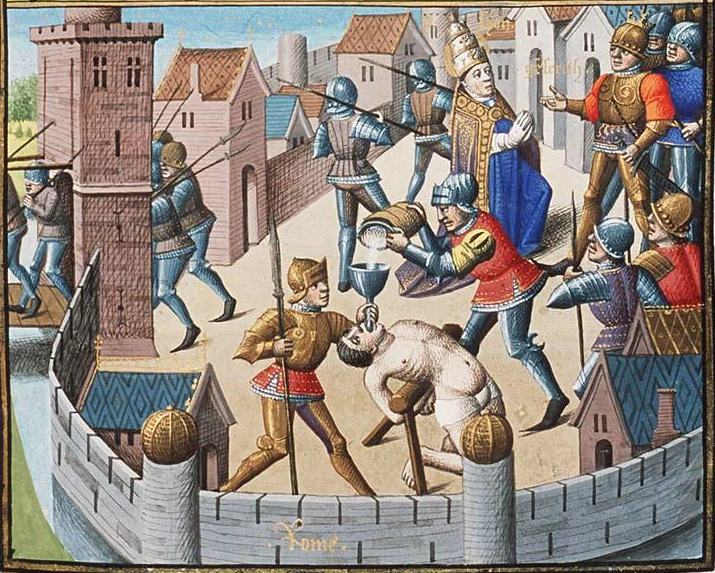
El Saqueo de Roma en una ilustración medieval, donde se aprecia al papa León I suplicando ante Genserico (caudillo de los vándalos).

Máximo huyó para no enfrentarse al jefe vándalo, pero murió a manos de una muchedumbre de ciudadanos romanos a las afueras de la ciudad.
Se acepta el hecho de que Genserico saqueó grandes cantidades de tesoros de la ciudad, y que incluso tomó a la emperatriz Licinia Eudoxia, viuda de Valentiniano, y a sus hijas como rehenes. Una de estas hijas fue Eudocia, que más tarde se casaría con el hijo de Genserico, Hunerico.
Según Edward Gibbon, Roma, completamente desguarnecida y ya bastante restablecido el lujo y ostentación pasados ya 45 años de la invasión goda, quedó 14 días y sus noches a merced de los Vándalos conducidos por Genserico; todos los tesoros y riquezas públicas y privadas pasaron a formar parte del botín del saqueo. Entre ellas, las reliquias de dos Templos, las riquezas del Capitolio (aunque respetaron las estatuas de los Dioses); no fueron pasados por alto, tampoco, los instrumentos sagrados de la religión judaica que habían sido arrancados de Jerusalén 400 años antes.

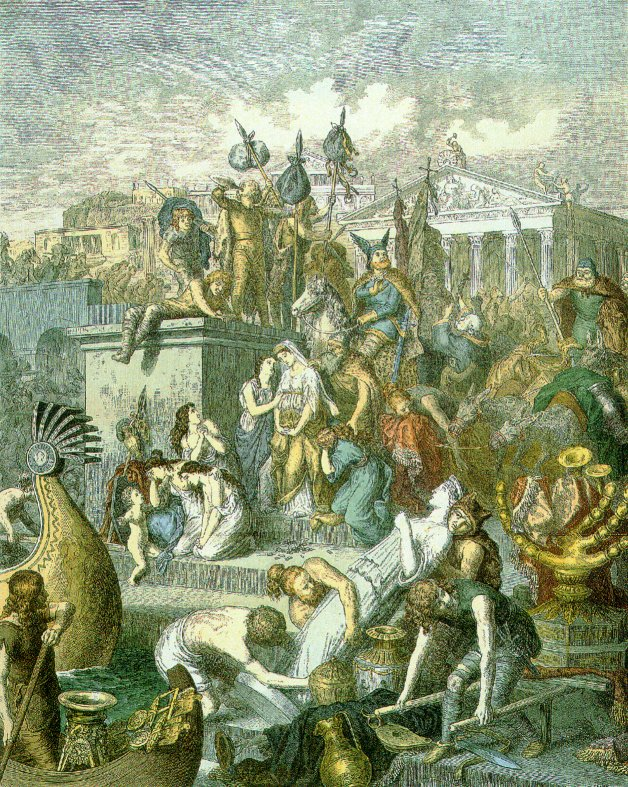
La reputación tradicional de los vándalos: una visión idealizada del saqueo de Roma en 455 por Heinrich Leutemann, hacia 1870.

Los adornos imperiales del palacio, las alhajas y alfombras, las mesas de plata maciza, y el oro y la plata disponibles ascendían a cantidades considerables. Aun así, el cobre y el bronce tampoco se salvaron del arrebato.
También se cuentan por miles los cautivos romanos tomados como esclavos, situación aliviada por la intervención de Deogracias, obispo de Cartago, que vendiendo el oro y la plata de sus iglesias, pudo comprar la libertad de varios y convertir a las iglesias en enfermerías para dar cuidados de aquellos que cuya salud fue deteriorada en el hacinado viaje hasta esta ciudad.
Todos los barcos cargados del inmenso botín llegaron a Cartago, salvo uno que, al hundirse, dejó los tesoros del templo de Júpiter Capitolino en el fondo del mar.
Existe, sin embargo, bastante debate acerca de la severidad del saqueo vándalo. El saqueo del año 455 generalmente es visto por los historiadores como más duro que el saqueo de Roma llevado a cabo por los visigodos en el año 410, debido a que los vándalos estuvieron quince días mientras que los visigodos solo pasaron tres días en la ciudad. La causa de la controversia, sin embargo, es la afirmación de que el saqueo fue relativamente limpio, y que se produjeron pocas muertes y hubo poca violencia, habiendo respetado los vándalos los edificios de la ciudad. Esta interpretación parece que procede del relato de Próspero de que León I logró persuadir a Genserico para que no fuera violento.
En cualquier caso, Víctor de Vita hace un recuento de los cargamentos de cautivos que llegaron a África desde Roma para ser vendidos como esclavos. Al mismo tiempo, el historiador bizantino Procopio de Cesarea cuenta cómo al menos una iglesia fue incendiada.